# Župnija Sv. Štefan
Župnija Sv. Štefan je rimskokatoliška teritorialna župnija Dekanije Kozje - Rogatec - Šmarje pri Jelšah Škofije Celje.
Do 7. aprila 2006, ko je bila ustanovljena Škofija Celje, je bila župnija del Kozjanskega naddekanata Škofije Maribor.